# Хосе Морено Мора
Хосе Морено Мора (ісп. José Alcides Moreno Mora, нар. 10 вересня 1981, Сантандер-де-Кілічао) — колумбійський футболіст, нападник клубу «Нью-Інгленд Революшн».

## Клубна кар'єра
У дорослому футболі дебютував 1999 року виступами за «Депортіво Пасто», в якому провів два роки, взявши участь лише у 10 матчах чемпіонату. 
Своєю грою за цю команду привернув увагу представників тренерського штабу клубу «Америка де Калі», до складу якого приєднався 2000 року. Відіграв за команду з Калі наступні чотири сезони своєї ігрової кар'єри, поки не перейшов у «Мільйонаріос». Проте у новому клубі Хосе заграти не зміг і вже наступного року повернувся назад в «Депортіво Пасто».
2006 року на правах оренди знаходився у складі «Динамо» (Київ), проте грав лише за резервну команду. По завершенні оренди, в січні 2007 року за $900,000 його купив аргентинський «Індепендьєнте» (Авельянеда), але в Аргентині Мора також не заграв і з січня 2008 року віддавався в оренду до «Стяуа», «Америка де Калі» «Хуан Ауріч», та «Атлетіко Уїла».
Протягом сезону 2011 року вступав за місцевий «Онсе Кальдас».
До складу клубу «Нью-Інгленд Революшн» приєднався 1 лютого 2012 року на правах оренди. Наразі встиг відіграти за команду з Массачусетса 4 матчі в національному чемпіонаті.

## Виступи за збірну
У 2006 році Морено Мора зіграв три гри за національну команду Колумбії.